# محمدسعید الجزائری

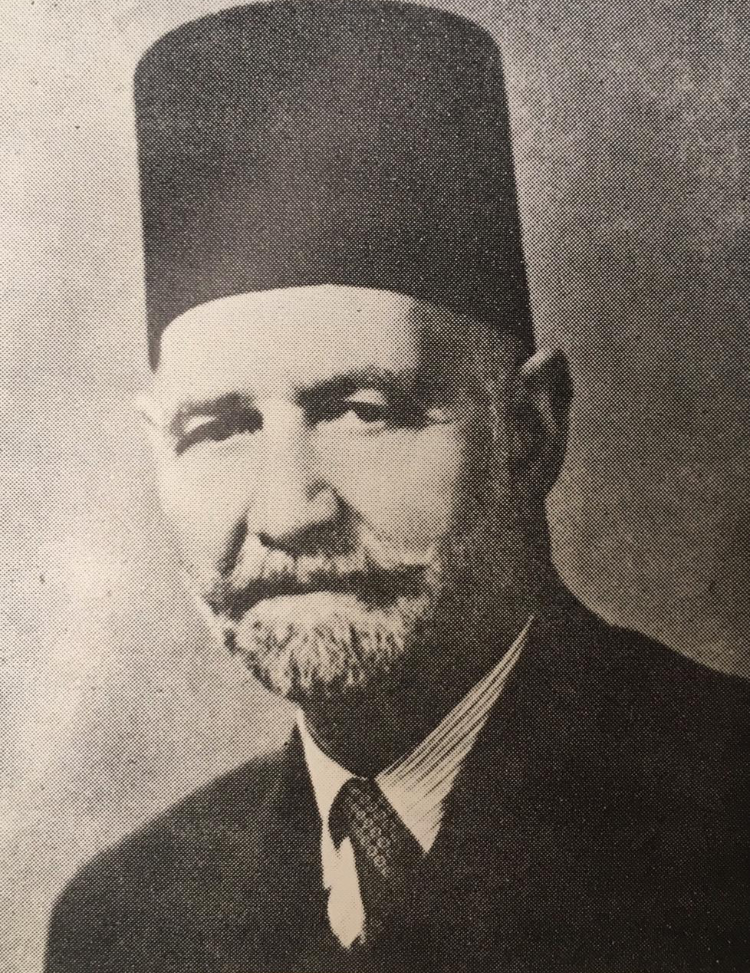
محمدسعید الجزائری، از مبارزان ضد اشغال‌گران فرانسوی

محمدسعید الجزائری، او نوهٔ عبدالقادر الجزایری است، عبدالقادر الجزایری در سوریه زندگی می‌کرد و یکی از مبارزان ضد امپراتوری عثمانی بود و جنگی را بر ضد اشغالگران فرانسوی در ۱۸۴۳ رهبری کرد.
همزمان با عقب‌نشینی عثمانی‌ها از دمشق در سال ۱۹۱۸م؛ بر اثر پیروزی مبارزان عرب با همکاری انگلیس در برابر عثمانی‌ها او به نیابت از شریف حسین (رهبر قیام پیروز شده بر عثمانی با نام انقلاب بزرگ عربی)،  خود را به عنوان رئیس حکومت عربی در سوریه اعلام کرد. ولی با گذشت چند ساعت و آمدن فیصل یکم فرزند شریف حسین، فیصل او را از حکومت برکنار و علی‌رضا رکابی را به جای او منصوب کرد.